# Sebastjan Cimirotič
Sebastjan Cimirotič (Ljubljana, 14 september 1974) is een voormalig profvoetballer uit Slovenië. Hij speelde als aanvaller bij onder meer Hapoel Tel Aviv en Olimpija Ljubljana, en beëindigde zijn loopbaan op het hoogste niveau in 2010.

## Interlandcarrière
Onder leiding van bondscoach Bojan Prašnikar maakte Cimirotič, bijgenaamd "Cime", zijn debuut voor het Sloveens voetbalelftal op 25 maart 1998 in de vriendschappelijke wedstrijd tegen Polen (2-0) in Warschau, net als Danijel Brezič, Spasoje Bulajič en Anton Žlogar. Hij moest in dat duel na 45 minuten plaatsmaken voor Mladen Rudonja. Cimirotič speelde in totaal 33 interlands, en scoorde zes keer voor zijn vaderland. Hij nam met Slovenië deel aan het WK voetbal 2002.

## Erelijst
Olimpija Ljubljana
- Sloveens landskampioen

1995
- Beker van Slovenië

1996
- Sloveense Supercup

1995
 Hapoel Tel Aviv
- Israëlisch landskampioen

2000
- Beker van Israël

1999, 2000